# Николс (Њујорк)
Николс (енгл. Nichols) град је у америчкој савезној држави Њујорк.

## Демографија
По попису из 2010. године број становника је 512, што је 62 (-10,8%) становника мање него 2000. године.
| Група             | 2000.       | 2010.       |
| Белци             | 568 (99,0%) | 506 (98,8%) |
| Афроамериканци    | 1 (0,2%)    | 1 (0,2%)    |
| Азијати           | 1 (0,2%)    | 1 (0,2%)    |
| Хиспаноамериканци | 4 (0,7%)    | 4 (0,8%)    |
| Укупно            | 574         | 512         |